# Пикирайи, Инносент
Инносент Пикирайи (англ. Innocent Pikirayi, род. 1963) — профессор археологии и заведующий кафедрой антропологии и археологии Университета Претории. Он работает над темами государства и общества на юге Африки. Пикирайи был одним из первых зимбабвийцев, обучавшихся археологии после обретения Зимбабве независимости.

## Ранние годы и образование
Пикирайи родился в 1963 году и вырос в Зимуто, провинция Масвинго, Зимбабве. Он изучал историю в Университете Зимбабве с 1983 года. Под влиянием Питера Гарлейка и Горация Цезаря Роже Велла он решил заняться археологией. В 1988 году он поступил в аспирантуру под руководством Пола Синклера в Уппсальском университете.

## Карьера
Он защитил докторскую диссертацию в 1993 году на кафедре археологии Уппсальского университета, результатом стала монография по исторической археологии государственного образования Мономотапа. Его исследования сосредоточены на государственных обществах плато Зимбабве, африканских керамических традициях за последние 2000 лет и современной роли археологии. Пикирайи был приглашённым научным сотрудником и учёным Содружества в музее Питт-Риверса Оксфордского университета в 2000 году, где он изучал материалы периода Кхами. В Зимбабве он работал деканом и старшим преподавателем археологии в Мидлендском университете, а также преподавателем и старшим преподавателем в Университете Зимбабве. В 2009 году Уппсальский университет назначил Пикирайи доцентом археологии.
Он работает с Национальными музеями и памятниками Зимбабве над разработкой планов управления объектами всемирного наследия в Зимбабве и наставляет местных археологов в Зимбабве. Его исследования сосредоточены на анализе керамики для изучения поздних земледельческих общин на юге Африки. Культура Зимбабве (The Zimbabwe Culture, 2001 год) — ключевой текст для изучения Зимбабве 2-го тысячелетия, сочетающий археологические, устные и архивные свидетельства.
Пикирайи входит в исполнительный комитет инициативы «Интегрированная история и будущее людей на Земле» (IHOPE). Он является членом редколлегии Azania: Journal of African Archaeological Research, African Archaeological Review, Antiquity и Oxford Research Encyclopedia of African History. Он входит в консультативный комитет Шанхайского археологического форума.

## Деятельность и почести
Статья в соавторстве была удостоена премии «Antiquity» в 2008 году за лучшую статью, опубликованную в этом году. В 2014 году он был назван Исследователем года в области гуманитарных наук Университета Претории.

## Избранные публикации
- I. Pikirayi 2002. The Zimbabwe culture: origins and decline of southern Zambezian states. Rowman Altamira.
- Chirikure, S. & I. Pikirayi. 2008. Inside and outside the dry stone walls: revisiting the material culture of Great Zimbabwe. Antiquity 82: 1-18.
- Pikirayi, I. 2013. Great Zimbabwe in Historical Archaeology: Reconceptualizing Decline, Abandonment, and Reoccupation of an Ancient Polity, A.D. 1450–1900. Historical Archaeology 47(1): 26–37.
- Pikirayi, I. 2015. The future of archaeology in Africa. Antiquity 89 (345): 531–541.
- Pikirayi, I. 2016. Great Zimbabwe as Power-Scape: How the past locates itself in contemporary southern Africa. In Beardsley, J. (eds). Cultural Landscape Heritage in Sub-Saharan Africa. Washington DC: Dumbarton Oaks/Harvard University Press, 87-115.
- Schmidt, P. and Pikirayi, I. (eds). 2016. Community Archaeology and Heritage in Africa: Decolonizing Practice. London and New York: Routledge.